# 史考特·謝爾茲
羅伯·史考特·謝爾茲（Robert Scot Shields，1975年7月22日—）在佛州的羅德岱堡出生，他的職業生涯都在美國職棒大聯盟的洛杉磯安那罕天使隊中度過，於2005年開始擔任球隊的中繼投手迄今。

## 小聯盟生涯
謝爾茲自羅德岱堡高中（Fort Lauderdale High School）畢業後，即入學林肯紀念大學並且主修公共衛生。他在1997年被天使隊在第38輪選秀（總順位1137）挑中。
他的職業生涯開始於1A球隊樹城老鷹，並且投出了7勝2敗，防御率2.94的成績，隔年他被移到1A球隊洋杉激流市麥子隊且投出了6勝5敗，防御率3.65的成績。1999年，他在高階1A艾辛諾湖暴風雨隊同時肩負先發與中繼之任務並且投出了10勝3敗，防御率2.52並且有一次救援成功的紀錄，在9次先發中，他就投出了2次完投與一次完封的紀錄，就因為如此的表現，他得到了天使隊小聯盟年度最佳投手的榮譽（Angels Minor League Pitcher of the Year），並在2000年被升到3A艾德蒙頓捕獸者隊，在那裡，他遇到了瓶頸且投出了7勝13敗，防御率5.41的成績。

## 大聯盟生涯
雖然謝爾茲2001年是在3A球隊鹽湖城蜜蜂隊展開，但是他在5月25日就被升上大聯盟，並且在5月26日對上坦帕灣魔鬼魚時初登板，並在一局多的投球中，投出了一個保送以及被打一支安打，他隨即被送回鹽湖城，但在6月27日又被升上來，在8次的出場機會中，投出7個保送並且丟了8分，然後又被送回鹽湖城並且在那裡度過了本季剩下的時光。
他2002年的開季還是在蜂隊，但是他在6月14日再度被升上大聯盟，不過這次的表現就好多了，在他38次登板中繼的出現中，僅僅只丟了7分，並且只有.176的被打擊率，這是全大聯盟最佳的成績，他也在9月27日時被拿來先發，對上西雅圖水手被打4支安打，丟了2分，且有2次三振，最後無關勝負。
謝爾茲於2002年開始就成為牛棚的固定成員，他也是2002年冠軍隊的其中一員，不過他在季後賽中唯一的表現是，在冠軍系列賽第五戰，在1又3分之2局的投球中被打了2發全壘打。
2003年，謝爾茲第一個完整的大聯盟球季，在牛棚時他丟出了防御率1.68的成績，並且12次單場丟超過3局，在他4/26號加入先發輪值之前，他69.2局的局數，領先其他大聯盟中繼投手。而做為一個先發投手，他投出了4勝6敗，防御率3.89的成績，並在13次先發中，有6次投超過7局，他最後的成績是5-6，防御率2.85。2004年，他又回到了牛棚，並且從5月9日到6月11日連續22局無失分，並且單季5次單場3局不失分，他與同隊的法蘭西斯科·羅德里奎茲(Francisco Rodriguz，K-Rod)締造了從1997年以來，第一對單季皆超過100個三振的後援投手組合，並以109次三振成為美聯後援投手中三振第三多的投手，但在該年季後賽中，他投得並不好，在2次出場，3局中丟了2分，防御率是6.00。在2005年K-Rod取代了特洛伊·波西佛(Troy Percival)成為天使的守護神後他順理成章的接下了中繼投手的棒子，負責丟第八局，並且把領先的局面交給終結者K-Rod在這個職務之下，他投出了領先美聯後援投手的91.2局，並且98次三振為美聯第二，還有32個中繼點，而在K-Rod被放入傷兵名單的5月15日到5月31日，他也接下了終結者的棒子，在6次救援機會中，成功了5次，總結下來，他投出了10勝11敗，防御率2.75的成績
進入2006球季，謝爾茲目前生涯28勝22敗，並在405.1局投出355次三振，防御率2.80。2006年他丟了美聯後援投手局數第二多的86.2局，且在中繼點上以31次領先群雄。在球季結束後生涯成績變成了35勝29敗，防御率2.81，在493局投球中，投出439度三振。

## 現行合約
一年、210萬美金，合約詳細內容如下：
| 簽約金 | 球季 | 年薪      | 附加條款及備註                               |
| ------ | ---- | --------- | -------------------------------------------- |
|        | 2006 | 210萬美金 | 註1.本合約是為了閃避薪資仲裁而簽訂           |
|        |      |           | 註2.謝爾茲在2008年球季結束後才能成為自由球員 |

## 投球與能力
謝爾茲目前擔任球隊的中繼投手，任務是在7至8局時保持球隊領先的局面，並且把領先交給他後面的終結者K-Rod。
他最為人所稱讚的，不僅僅是好表現，同時也因為他的多用途。他因為球隊的需要擔任過先發，長中繼，短中繼，中繼，終結者。他同時也因為擁有"橡皮手"而出名，代表他的手擁有極為強大的耐力以及投球完後不用冰敷的特性，他曾經在大學時代丟過一場16局261球的比賽。他擁有兩種球種，一種是難打且具有下沉特性的快速球，速度是92—95英哩而且控球極佳，還有一種是滑曲球（slurve）。

## 瑣事
- 天使隊唯一參加WBC美國隊的成員。
- 他以球賽中會跟球迷聊天聞名。
- 邁阿密熱火迷，偶爾會穿俠客·歐尼爾的球衣接受訪問。
- 他的登場音樂是Linkin Park & Jay-Z的Numb/Encore。

## 外部連結
- 球員資訊和成績在MLB，ESPN，Baseball-Reference，Fangraphs，The Baseball Cube（英文）